# Hans Olav Lahlum
Hans Olav Lahlum, född 12 september 1973 i Mo i Rana i Nordland, är en norsk historiker, författare, skribent, schackspelare och politiker. Som politiker har han varit aktiv i Sosialistisk Venstreparti.
Han växte upp i Jektvik i Rødøy kommun, Nordland men är sedan 1989 bosatt i Gjøvik i Oppland.
Han är släkt med motståndskvinnan Dagmar Lahlum.